# Thalycra
Thalycra är ett släkte av skalbaggar som beskrevs av Wilhelm Ferdinand Erichson 1843. Thalycra ingår i familjen glansbaggar.
Släktet innehåller bara arten Thalycra fervida.